# Un altro ballo (Fred De Palma)
Un altro ballo è un singolo del rapper italiano Fred De Palma, pubblicato il 25 giugno 2021 come terzo estratto dal sesto album in studio Unico.

## Descrizione
Il brano, che vede la partecipazione della cantante brasiliana Anitta, incorpora gli stili vallenato e baile funk.

## Video musicale
Il video musicale, diretto da Mauro Russo e girato sulle spiagge bianche di Bayahibe a Santo Domingo, è stato pubblicato il 30 giugno 2021 attraverso il canale YouTube della Warner Music Italy.

## Tracce
Testi di Federico Palana, Davide Petrella e Federica Abbate, musiche di Alessandro Merli e Fabio Clemente.
1. Un altro ballo – 2:47

## Classifiche

### Classifiche settimanali
| Classifica (2021) | Posizione massima |
| ----------------- | ----------------- |
| Italia            | 10                |

### Classifiche di fine anno
| Classifica (2021) | Posizione |
| ----------------- | --------- |
| Italia            | 52        |